# Bataille de Kidal (2023)
Pour les articles homonymes, voir Bataille de Kidal.
Guerre du Mali
Batailles
La cinquième bataille de Kidal a lieu du 10 au 14 novembre 2023, pendant la guerre du Mali. Elle a lieu dans le cadre d'une offensive des Forces armées maliennes (FAMa) et du groupe Wagner visant à reprendre le contrôle de la région de Kidal. Elle s'achève par la victoire des forces russo-maliennes qui s'emparent de la ville de Kidal.

## Contexte
Depuis 2012, la ville de Kidal échappe au contrôle du gouvernement malien. La ville est conquise une première fois par les djihadistes d'Ansar Dine et d'AQMI en mars 2012. Abandonnée par les djihadistes en janvier 2013, à la suite de l'opération Serval, la ville est réinvestie par les rebelles touaregs. En mai 2014, l'armée malienne tente de reprendre la ville, mais elle repoussée par les rebelles du MNLA, du HCUA et du MAA, qui forment ensuite une alliance appelée la « Coordination des mouvements de l'Azawad » (CMA). Le 20 mai 2015, le gouvernement malien et la CMA signent l'accord de paix d'Alger. En juillet 2016, un groupe touareg loyaliste, le GATIA, tente de se réimplanter dans la ville, mais il en est chassé par les forces de la CMA.
En dépit de l'Accord d'Alger, les tensions s'accroissent grandement à partir d'août 2023 entre la junte malienne et les mouvements rebelles. En septembre, le Cadre stratégique permanent (CSP) accuse la junte et le Groupe Wagner de « multiples ruptures du cessez-le-feu » et annonce prendre « toutes les mesures de légitimes défense contre les forces de la junte sur l'ensemble du territoire de l'Azawad ». Le 12 septembre, la CMA se déclare « en temps de guerre » avec la junte.
Le 2 octobre 2023, une colonne de 800 hommes de l'armée malienne et du Groupe Wagner sort de la ville de Gao et se porte en direction du nord, vers la région de Kidal. Le 7 octobre, elle s'empare de la ville d'Anéfis après des combats contre la CMA. L'armée malienne annonce ses objectifs : « La reprise de toutes les emprises initialement aux mains des forces onusiennes », soit les bases militaires des villes d'Aguel'hoc, Tessalit et Kidal, que la MINUSMA doit évacuer avant la fin de l'année 2023.
Le 31 octobre, les casques bleus de la MINUSMA se retirent définitivement du camp de Kidal, qui passe sous le contrôle du CSP,,. 
La ville se vide également d'une grande partie de sa population qui fuit la perspective des combats,.

## Prélude
La nuit du 3 au 4 novembre, l'armée malienne commence à effectuer des frappes de drones TB2 sur la ville de Kidal,. L'ancien camp de la MINUSMA est ciblé, mais aucune victime n'est recensée.
Le 7 novembre, des frappes de drones ciblent à nouveau l'ancien camp de la MINUSMA : une bombe tombe à l'intérieur, mais les deux autres à l'extérieur, dont une près d'une école. Selon le CSP, au moins 14 civils sont tués, dont huit enfants et six notables, et au moins 30 sont blessés, dont 21 enfants,. Des sources médicales de RFI confirment la mort d'au moins une dizaine de civils, dont plusieurs enfants, un chef communautaire, un membre de l'autorité intérimaire de Kidal, un chef d'entreprise et un enseignant,.
La nuit du 9 au 10 novembre, Kidal est touchée par de nouvelles frappes de drones. D'après le CSP, celles-ci ne font cette fois pas de victimes.

## Déroulement
Le 10 novembre, l'armée malienne et les mercenaires de Wagner stationnés à Anéfis se remettent en mouvement et progressent en direction de Kidal. Le même jour, les rebelles coupent les réseaux téléphoniques afin d'empêcher que des indicateurs ne communiquent à l'armée malienne des positions à cibler.
Le 11 novembre d'importants combats éclatent dans la vallée d'Alkit, à une trentaine de kilomètres de Kidal. Le deux camps s'affrontent à l'arme lourde pendant au moins deux heures, jusqu'à ce que la tombée de la nuit mette fin aux combats. Pendant les affrontements, un avion L-39 Albatros malien s'écrase accidentellement,. L'armée malienne affirme avoir « brisé la ligne défensive » dressée par les rebelles, tandis que le CSP assure avoir poussé les forces de la junte à battre en retraite « avec des pertes considérables »,.
Les combats reprennent le 12 novembre,. À nouveau, les deux camps affirment avoir pris l'avantage sur l'autre. L'armée malienne fait état d'« avancées très significatives » et assure avoir « dispersé » les rebelles, tandis que le CSP déclare avoir bloqué les FAMa et Wagner en signalant que « tous [leurs] flancs sont bloqués ». D'après RFI, les positions des deux camps restent figées.
Le 13 novembre, l'armée malienne, bloquée dans la vallée d'Alkit, contourne cette position par le sud et arrive à 15 kilomètres de la ville de Kidal,. Dans un communiqué, elle affirme avoir « déjoué des séries d'embuscades » et « d'escarmouches de petite intensité ». Pendant les combats, dix véhicules du CSP sont détruits par des frappes de drones.
Le 14 novembre, l'armée malienne prend le contrôle de la ville de Kidal,,,,,. D'après RFI, une attaque nocturne du groupe Wagner, avec des « techniques d'infiltration avec visions nocturnes », aurait été décisive. Les rebelles battent en retraite en direction du nord, vers les localités d'Abeïbara et d'Aguel'hoc,. Dans un communiqué, le CSP confirme s'être retiré de la ville « pour des raisons stratégiques » après avoir « durant plusieurs jours stoppé l'avancée (de l'armée en) lui infligeant des grandes pertes humaines et matérielles ». Il promet que « la lutte continue ». Le colonel Assimi Goïta, président du Mali, déclare quant à lui : « Aujourd’hui, nos forces armées et de sécurité se sont emparées de Kidal. Notre mission n’est pas achevée. Je rappelle qu’elle consiste à recouvrer et à sécuriser l’intégrité du territoire, sans exclusive aucune, conformément aux résolutions du Conseil de Sécurité ». Aucun bilan des pertes n'est communiqué par les deux camps,.

## Conséquences
Après les combats, le Groupe Wagner, habituellement discret, affiche ouvertement sa présence à Kidal,. Le 22 novembre, les mercenaires russes hissent leur drapeau noir à tête de mort sur le fort de Kidal,. Celui-ci est cependant remplacé par la suite par le drapeau malien. 
Le 22 novembre, le général El Hadj Ag Gamou est nommé gouverneur de la région de Kidal,.

## Vidéographie
- [vidéo] Mali : la bataille pour Kidal se poursuit, l'armée malienne et les forces de Wagner se rapprochent, France 24, 13 novembre 2023.
- [vidéo] Comment l'armée malienne a-t-elle repris Kidal, France 24, 15 novembre 2023.